# 海斯縣 (內布拉斯加州)
海斯縣（英語：Hayes County）是美國內布拉斯加州西南部的一個縣。面積1,848平方公里。根據美國2000年人口普查，共有人口1,068人。縣治海斯森特 （Hayes Center）。
成立於1877年2月19日。縣名紀念聯邦眾議員、俄亥俄州州長、第十九任總統拉瑟福德·伯查得·海斯。

## 地形
海斯县的地形为丘陵。平坦的山顶主要用于中枢灌溉系统。一些小河与小溪为上层的高地排水；其中最大的是红柳溪，它流到海斯县东南角以东的休·巴特勒湖（Hugh Butler Lake），休·巴特勒湖位于弗兰蒂尔县。该县的总面积为713平方英里（1,850平方公里），其中土地713平方英里（1,850平方公里），水为0.2平方英里（0.52平方公里）（0.03％）。

### 主要公路
- U.S. Highway 6
- Nebraska Highway 25
- Nebraska Highway 25A